# One FM
One FM est une station de radio privée Suisse romande, diffusant principalement sur le bassin lémanique. Les studios se trouvent au centre-ville de Genève.

## Histoire
Elle a commencé à émettre en région genevoise le 15 mars 1996, d’abord sur la fréquence 97.6 MHz, puis sur 107.0 MHz lors du remaniement des fréquences FM romandes les 10 et 11 décembre 2001. Jumelée avec LFM, les deux radios ont été vendues par leur créateur, Pio Fontana, à Antoine de Raemy en octobre 2003 qui en est le propriétaire. 
La radio One FM fait également partie depuis 2003 du groupe Media One Contact qui commercialise les espaces publicitaires pour les radios One FM, LFM, NRJ Léman et Nostalgie. 
Le renouvellement des concessions en 2008/2009 a été difficile mais a permis à la radio de mesurer les appuis dont elle disposait sur l'Arc lémanique,,,. Ce renouvellement a été définitivement acquis fin avril 2009.
Le directeur du groupe est Alexandre de Raemy et le responsable des programmes de One FM est Lionel Demander.[réf. souhaitée]Son rédacteur en chef est Guillaume Renevey.

## Description
One FM est implantée dans la cité de Calvin : c’est la principale radio privée, à Genève,. Depuis 2004, elle s’est étendue aussi dans tout l’Arc Lémanique. Diffusée en analogique FM, par câble et par endroits en numérique DVB-T et en DVB-C ou IPTV, la radio est également diffusée depuis quelques émetteurs situés en France. Elle est diffusée sur la TNT Grand Genève depuis le 12 juin 2020 et dans le Jura depuis le 23 décembre 2020.

### Articles de presse
- Jean-Daniel Sallin, « Enzo peut-il vivre sans One FM? », Tribune de Genève,‎ 1er septembre 2008 (lire en ligne).
- Jean-François Mabut et ATS, « Buzz FM attristé, One FM stupéfait », Tribune de Genève,‎ 31 octobre 2008 (lire en ligne).
- Jean-Yves Clemenzo, « Mobilisation générale à Genève en faveur de One FM », Tribune de Genève,‎ 3 novembre 2008 (lire en ligne).
- ATS, « Genève demande à Berne de réintégrer «One FM» », 20 minutes,‎ 5 novembre 2008 (lire en ligne).
- Jean-François Mabut et Jean-Yves Clemenzo, « Buzz FM cède sa concession à One FM », Tribune de Genève,‎ 7 novembre 2008 (lire en ligne).
- Jean-Yves Clemenzo, « Après une carrière internationale, Antoine de Raemy se bat pour One FM », Tribune de Genève,‎ 8 novembre 2008 (lire en ligne).
- Marc Moulin, « La radio privée genevoise One FM est définitivement sauvée », Tribune de Genève,‎ 30 avril 2009 (lire en ligne).
- Rédaction 20 minutes, « One FM fait peau neuve », 20 minutes,‎ 14 septembre 2010 (lire en ligne).
- Rédaction 20 minutes, « One FM rachète des actions de Lake Parade SA », 20 minutes,‎ 6 juillet 2011 (lire en ligne).

### Communiqués
- « Radio locale: Extension de One FM sur Lausanne », sur le site du Département fédéral des finances DFF, Confédération Suisse, 12 mars 2004.
- « Les radios ONE FM, Lausanne FM, NRJ et Nostalgie sont parvenues à un arrangement à l'amiable », sur le site www.presseportal.ch/, 6 juin 2005.